# 695 (číslo)
Šest set devadesát pět je přirozené číslo. Římskými číslicemi se zapisuje DCXCV a řeckými číslicemi χϟε. Následuje po čísle šest set devadesát čtyři a předchází číslu šest set devadesát šest.

## Matematika
695 je:
- Deficientní číslo
- Poloprvočíslo
- Nešťastné číslo

## Astronomie
- (695) Bella je planetka hlavního pásu, kterou objevil v roce 1909 Joel Hastings Metcalf

## Roky
- 695
- 695 př. n. l.